# باد زغهبرغ
باد زغبرغ (بالألمانية: Bad Segeberg) هي بلدة ألمانية تقع في ألمانيا في Kreis Segeberg. يقدر عدد سكانها بـ 15,923 نسمة .

## المدن التوأمة
مدن غراند إيسلاند، نبراسكا، ريهيماكي، كريات موصقين، Teterow، فورو وZłocieniec هي مدن توأمة لـباد زغبرغ.

## أعلام
- فريتز هوغر
- ماريا جيبسن
- مورتن بيرنس
- يانيك ستيرنبيرغ
- منى بارثل
- يان-فييت آرب